# 2000 CN105
2000 CN105, também escrito como 2000 CN105, é um objeto transnetuniano Ele tem um diâmetro com cerca de 440 km e este corpo celeste é classificado como um cubewano. O 2000 CN105 é um candidato com possível chance de aumenta a lista oficial de planetas anões.

## Descoberta
2000 CN104 foi descoberto no dia 05 de fevereiro de 2000 pelo astrônomo Marc W. Buie.

## Órbita
A órbita de 2000 CN104 tem uma excentricidade de 0.097 e possui um semieixo maior de 44.703 UA. O seu periélio leva o mesmo a uma distância de 40.357 UA em relação ao Sol e seu afélio a 49.048.